# Cmentarz żydowski w Starym Kiączynie
Cmentarz żydowski w Starym Kiączynie – kirkut należał do stawiszyńskiej gminy żydowskiej. Do dziś na terenie kirkutu zachowało się około czterdziestu macew oraz fragment starego ogrodzenia. Zachowane nagrobki są w kształcie stylizowanej steli, w wielu przypadkach ozdobione bogatym ornamentem roślinnym, a także nawiązują do sztuki chrześcijańskiej. Napisy nagrobne są w języku hebrajskim.